# Un poquito tuyo
Un poquito tuyo es una telenovela de comedia romántica producida por Agustín Restrepo para Imagen Televisión en 2019. Es una adaptación de la telenovela chilena Tranquilo papá creada por Rodrigo Bastidas. Se estrenó en Imagen Televisión el 25 de febrero de 2019 en sustitución de La taxista, y finalizó el 17 de junio del mismo año.
Está protagonizada por Jorge Salinas y Marjorie de Sousa, junto con Lorena Herrera, Raúl Coronado y Eva Cedeño en los roles antagónicos.
El programa también está disponible a través de Telemundo a partir del 13 de mayo de 2019.

## Sinopsis
Antonio Solano (Jorge Salinas) es un padre de familia extremadamente exitoso que proviene de una familia humilde, por lo que se esfuerza por dar a su familia todo lo que no pudo tener en su juventud. En su afán de que a su familia no le falte nada, Antonio es generoso al punto de echar a perder a su esposa e hijos; como resultado, los tres niños: Eduardo (David Palacio), Javier (David Caro Levy) y Viviana (Thali García) se convierten en mocosos malcriados que no sirven para nada, sin hacer nada más que gastar el dinero en cosas superficiales y materiales, mientras que su esposa Catalina (Lorena Herrera) solo se preocupa por mantenerse bella con las cirugías. Para colmo, su propia hermana Leticia (Eva Cedeño) y su esposo Mateo (Carlos Athié), así como Guadalupe (Nubia Martí), madre de Catalina, son también partidarios de su riqueza.
El día de su cumpleaños, Antonio se da cuenta de lo que ha causado cuando ninguno de sus seres queridos recuerda felicitarlo, y para colmo, solo parecen pedir más y más. Ahí es cuando Antonio, finalmente, rompe y decide poner un límite: de ahora en adelante, cada uno de ellos tendrá que trabajar para ganarse la vida. Su vida se derrumba con la llegada de Julieta (Marjorie de Sousa), a quien casi golpea con su auto cuando ella huía de su boda una vez que descubrió la verdad sobre Elvis (Raúl Coronado), su novio. Julieta se convierte en una persona de la que no podrá separarse.

## Reparto
- Jorge Salinas como Antonio Solano Díaz
- Marjorie de Sousa como Julieta Vargas
- Lorena Herrera como Catalina Montiel de Solano
- Raúl Coronado como Elvis Rosales
- María José Magán como Elena Vargas
- Nubia Martí como Guadalupe «Lupita» de Montiel
- Christian de la Campa como Álvaro Mendoza
- Thali García como Viviana «Vivi» Solano Montiel
- David Palacio como Eduardo Solano Montiel
- David Caro Levy como Javier «Javi» Solano Montiel
- Eugenio Montessoro como Francisco «Paco» Vargas
- Alexa Martín como Madonna Rosales
- Daniel Tovar como Elton Rosales
- Ariane Pellicer como Gregoria Rosales[8]
- Josh Gutiérrez como Alberto «Beto» Suárez
- Carlos Athié como Mateo Jiménez
- Eva Cedeño como Leticia «Lety» Solano Díaz de Jiménez
- Carlos Speitzer como Bruno «Fonsi» Garay
- Lucas Bernabé como Fabián Caballero
- Andrea Carreiro como Violeta
- Camila Rojas como Azucena
- Sergio Rogalto como Johnny Green
- Javier Ponce como Thomas
- Solkin Ruz como Wisin García
- Silvana Garriga como Rebeca
- Adriana Montes de Oca como Mileidy
- Daya Burgos como Sara Escobar
- Erick Velarde como Iván Jiménez[6]
- Edmundo Velarde como Adrián Jiménez[6]
- Abel Fernando como Erick
- María Prado como Rocío
- Ricardo Crespo como Mauricio Riva Palacio
- Rodrigo Cuevas como Paulino[9]
- Regina Graniewicz como Luz Soto

## Producción
La producción de la telenovela inició grabaciones el 30 de octubre de 2018 en el foro 5 de los estudios de Grupo Imagen en Ciudad Imagen en la Av. Copilco, Coyoacán en la Ciudad de México. Si bien, el productor y director general de ficción de Imagen Televisión Aurelio Valcárcel Carroll anunció que la teleserie se grabará en tres foros de forma simultánea, además tendrá locaciones en Los Cabos, Cuernavaca y en la zona de San Ángel en la Ciudad de México. Las grabaciones concluyeron el 8 de marzo de 2019. Es la octava producción original de Imagen Televisión.

### Casting
El 11 de septiembre de 2018, Jorge Salinas asistió al programa De primera mano de Imagen Televisión, donde anunció que acaba de firmar un contrato con la televisora para protagonizar la nueva ficción estelar que estaban preparando. El 28 de octubre de 2018, el periodista Gustavo Adolfo Infante anunció que Marjorie de Sousa será la protagonista femenina, mientras que Lorena Herrera tendrá el rol antagónico de la producción, aunque esta última conformará el triángulo amoroso de la historia. Finalmente, el 30 de octubre de 2018, se confirmó que Raúl Coronado será uno de los protagonistas de la serie, mientras que Thali García, David Palacio, Alexa Martín, Daniel Tovar, Eugenio Montessoro, Josh Gutiérrez, Camila Rojas, Christian de la Campa, David Caro Levy, Eva Cedeño, Nubia Martí, Solkin Ruz, Sergio Rogalto y Carlos Speitzer también formarán parte del elenco principal.

## Audiencia
| Temporada | Episodios | Primera emisión       | Primera emisión      | Última emisión      | Última emisión       | Promedio de espectadores (millones) |
| Temporada | Episodios | Fecha                 | Audiencia (millones) | Fecha               | Audiencia (millones) | Promedio de espectadores (millones) |
| --------- | --------- | --------------------- | -------------------- | ------------------- | -------------------- | ----------------------------------- |
| 1         | 79        | 25 de febrero de 2019 | 0.64                 | 17 de junio de 2019 | 0.46                 | 0.47                                |

## Premios y nominaciones

### TV Adicto Golden Awards 2019
| Categoría                             | Nominados                         | Resultados |
| ------------------------------------- | --------------------------------- | ---------- |
| Mejor telenovela de Imagen Televisión | Agustín Restrepo                  | Ganador    |
| Mejor pareja                          | Marjorie de Sousa y Jorge Salinas | Ganadores  |